# Dassault Super Mystère B1
Le Super Mystère B1 est un projet d'avion de chasse à réaction construit par Dassault.
Il se présente comme une extrapolation de la version la plus évoluée du Mystère IV avec :
- une voilure en flèche de 45 degrés ;
- un turboréacteur équipé d'une postcombustion ;
- un cockpit à visibilité accrue.

Le prototype fait son premier vol le 2 mars 1955 équipé d'un réacteur anglais Rolls-Royce Avon RA7R. Dès le lendemain, il atteint Mach 1 et devient le premier avion français capable de dépasser le mur du son en palier. 
L'armée de l'Air insiste alors pour équiper l'avion du réacteur français SNECMA Atar 101G, ce qui aboutira au programme du Super Mystère B2, construit en série à partir de 1957.